# Auguri (Ex-Otago)
| Recensione | Giudizio |
| ---------- | -------- |
| Newsic.it  | 7,25/10  |

Auguri è il settimo album in studio del gruppo musicale italiano Ex-Otago, pubblicato il 12 aprile 2024.

## Tracce
Testi di Maurizio Carucci, musiche di Maurizio Carucci, Rachid Bouchabla, Olmo Martellacci, Simone Bertuccini e Giordano Colombo, eccetto dove indicato.
1. Mi sei mancata (Quiete) – 3:00
2. Non credo più a niente (con Olly) – 3:26 (testo: Maurizio Carucci e Federico Olivieri)
3. Esseri speciali – 3:52 (musica: Maurizio Carucci, Rachid Bouchabla, Olmo Martellacci e Simone Bertuccin)
4. Con te – 3:15 (musica: Maurizio Carucci, Rachid Bouchabla, Olmo Martellacci, Simone Bertuccin, Giordano Colombo e Francesco Bacci)
5. Soli (con i Coma_Cose) – 3:00 (testo: Maurizio Carucci, Fausto Zanardelli e Francesca Mesiano)
6. Mondo panico (feat. Fabri Fibra) – 3:11 (testo: Maurizio Carucci e Fabrizio Tarducci)
7. La puzza della città – 3:10 (musica: Maurizio Carucci, Rachid Bouchabla, Olmo Martellacci, Simone Bertuccin, Giordano Colombo e Francesco Bacci)
8. Forse non si può – 3:29
9. Stronzate – 3:36 (musica: Maurizio Carucci, Rachid Bouchabla, Olmo Martellacci, Simone Bertuccin, Giordano Colombo e Francesco Bacci)

Tracce bonus nell'edizione vinile e digitale
1. John Fante – 3:19